# Eugen Neagoe
Eugen Neagoe (Orodel, 1967. augusztus 22. –) román labdarúgó, edző.

## Pályafutása
Labdarúgó karrierje során Eugen Neagoe csatárként játszott. A román első osztályban 165 mérkőzésen lépett pályára és 35 gólt szerzett. Játszott még Magyarországon a Vasasban és a Ferencvárosban is, ahol bajnok és kupagyőztes is lett a csapattal. Később még Cipruson és Görögországban is megfordult.
Edzőként a 2004–2005-ös szezonban a Craiovai csapat kispadján kezdte pályafutását, másodedző posztjáról léptették elő. 2006-tól két évadon át vezette a Pandurii Târgu Jiu-t. 2009. elején aláírt a szezon második felére az FC Drobeta Turnu csapatához. Külföldön először a ciprusi második ligás ASIL Lysi csapatánál dolgozott, ahol 2009 szeptemberében felbontotta szerződését és visszatért az FC Universitatea Craiova csapatához. 2011-ben a Román válogatott másodedzője lett.
A 2016-2017-es szezonban az FCM Politehnica Iași edzője volt, majd 2017-től két idényen át a Sepsi OSK-t vezette, mellyel sikerült kvalifikálnia magát a Liga I rájátszásába és ezt követően elhagyta a klubot majd aláírt a nagy múltú bukaresti FC Dinamo-hoz,ahol az egyik mérkőzés közben szívrohama lett és a felépülés után menesztették. Jelenleg az Astra edzője.

## Sikerei, díjai

### Játékosként
- FC Universitatea Craiova:
  - Bajnok (1): 1990-91
  - Kupagyőztes (2): 1990-91, 1992-93

- Ferencvárosi TC:
  - Bajnok (1): 1994-95
  - Kupagyőztes (1): 1995
  - Szuperkupa győztes (1): 1995